# Fase lútea

Ciclo menstrual

La fase lútea es la última fase del ciclo menstrual (en humanos y algunos otros animales) o la fase más temprana del ciclo estral (en otros mamíferos placentarios). Comienza con la formación del cuerpo lúteo y termina en embarazo o luteólisis. La principal hormona asociada con esta etapa es la progesterona, que es significativamente más alta durante la fase lútea que otras fases del ciclo.  Otro es el endocannabinoide anandamida AEA, donde el nivel más bajo de AEA en plasma se observa en la fase lútea. Lo opuesto a la fase lútea, el resto de las dos semanas, se denomina fase folicular.

## Eventos hormonales
Después de la ovulación, las hormonas hipofisarias (FSH y LH liberadas de la pituitaria anterior) hacen que las partes restantes del folículo dominante se transformen en el cuerpo lúteo. Continúa creciendo durante algún tiempo después de la ovulación y produce cantidades significativas de hormonas, particularmente progesterona, y, en menor medida, estrógeno. La progesterona juega un papel vital en hacer que el endometrio sea receptivo a la implantación del blastocisto y apoye el embarazo temprano; también tiene el efecto secundario de elevar la temperatura corporal basal de la mujer.  El aumento de progesterona y BBT provocará al menos un modesto aumento en la tasa metabólica basal (TMB) al comienzo de la fase lútea y permanece en un estado elevado hasta que finaliza la fase. La investigación tiene hallazgos discrepantes sobre cuánto ocurre típicamente un aumento y cuánto puede variar. Los primeros estudios de muestras pequeñas han encontrado varias cifras, como; un 6% más de metabolismo postovulatorio del sueño, un 7% a 15% más de gasto en 24 horas después de la ovulación, y un aumento y una TMB de la fase lútea de hasta un 12%.
Un estudio de la Sociedad Estadounidense de Nutrición Clínica encontró que un grupo experimental de mujeres voluntarias tuvo un aumento promedio del 11,5% en el gasto energético de 24 horas en las dos semanas posteriores a la ovulación, con un rango de 8% a 16%. Este grupo se midió mediante calorimetría simultánea directa e indirecta y tenía comidas diarias estandarizadas y un horario sedentario para evitar que el aumento fuera manipulado por cambios en la ingesta de alimentos o el nivel de actividad.
Un estudio de 2011 realizado por el Instituto Mandya de Ciencias Médicas encontró que durante la fase folicular y el ciclo menstrual de una mujer no hay una diferencia significativa en la TMB, sin embargo, las calorías quemadas por hora son significativamente más altas, hasta un 18%, durante la fase lútea. El aumento del estado de ansiedad (nivel de estrés) también aumentó temporalmente la TMB.
Varios días después de la ovulación, la creciente cantidad de estrógeno producida por el cuerpo lúteo puede causar uno o dos días de moco cervical fértil, temperaturas corporales basales más bajas o ambos. Esto se conoce como "aumento secundario de estrógenos". 
Las hormonas producidas por el cuerpo lúteo también suprimen la producción de FSH y LH que el cuerpo lúteo necesita para mantenerse. Con niveles bajos continuos de FSH y LH, el cuerpo lúteo se atrofiará. La muerte del cuerpo lúteo da como resultado una disminución de los niveles de progesterona y estrógeno. Estos niveles decrecientes de hormonas ováricas provocan un aumento de los niveles de FSH, que comienza a reclutar folículos para el siguiente ciclo. Las caídas continuas de los niveles de estrógeno y progesterona desencadenan el final de la fase lútea: la menstruación y el comienzo del siguiente ciclo. 
La fase lútea humana dura entre diez y dieciséis días, siendo el promedio de catorce días. Las fases lúteas de menos de doce días pueden dificultar el embarazo. Si bien la duración de la fase lútea varía significativamente de una mujer a otra, para la misma mujer la duración será bastante constante de un ciclo a otro.
La pérdida del cuerpo lúteo se puede prevenir mediante la implantación de un embrión: después de la implantación, los embriones humanos producen gonadotropina coriónica humana (hCG), que es estructuralmente similar a la LH y puede preservar el cuerpo lúteo.  Debido a que la hormona es exclusiva del embrión, la mayoría de las pruebas de embarazo buscan la presencia de hCG. Si se produce la implantación, el cuerpo lúteo continuará produciendo progesterona (y mantendrá altas temperaturas corporales basales) durante ocho a doce semanas, después de lo cual la placenta asume esta función. 

## Defecto de la fase lútea
El defecto de la fase lútea (LPD), o insuficiencia lútea, ocurre cuando la fase lútea es más corta de lo normal, los niveles de progesterona durante la fase lútea están por debajo de lo normal, o ambos. Se cree que LPD interfiere con la implantación de embriones. El método anticonceptivo de amenorrea de la lactancia funciona principalmente al prevenir la ovulación, pero también se sabe que causa LPD.
Para el diagnóstico de LPD, los principales métodos son:
- Una biopsia de endometrio, preferiblemente en el día 12 cuando se espera una fase lútea de 14 días.[15]
- Ecografía vaginal, para detectar anomalías en la foliculogénesis.

Las características del aumento de la temperatura corporal basal después de la ovulación no son útiles en el diagnóstico del defecto de la fase lútea, pero existe una alta probabilidad de que se produzca un defecto de la fase lútea si dura menos de 11 días. Una sola prueba de progesterona no es confiable debido a la alta variabilidad a lo largo del día y múltiples pruebas son costosas e inconvenientes.